# Asamblea General de la Organización de los Estados Americanos

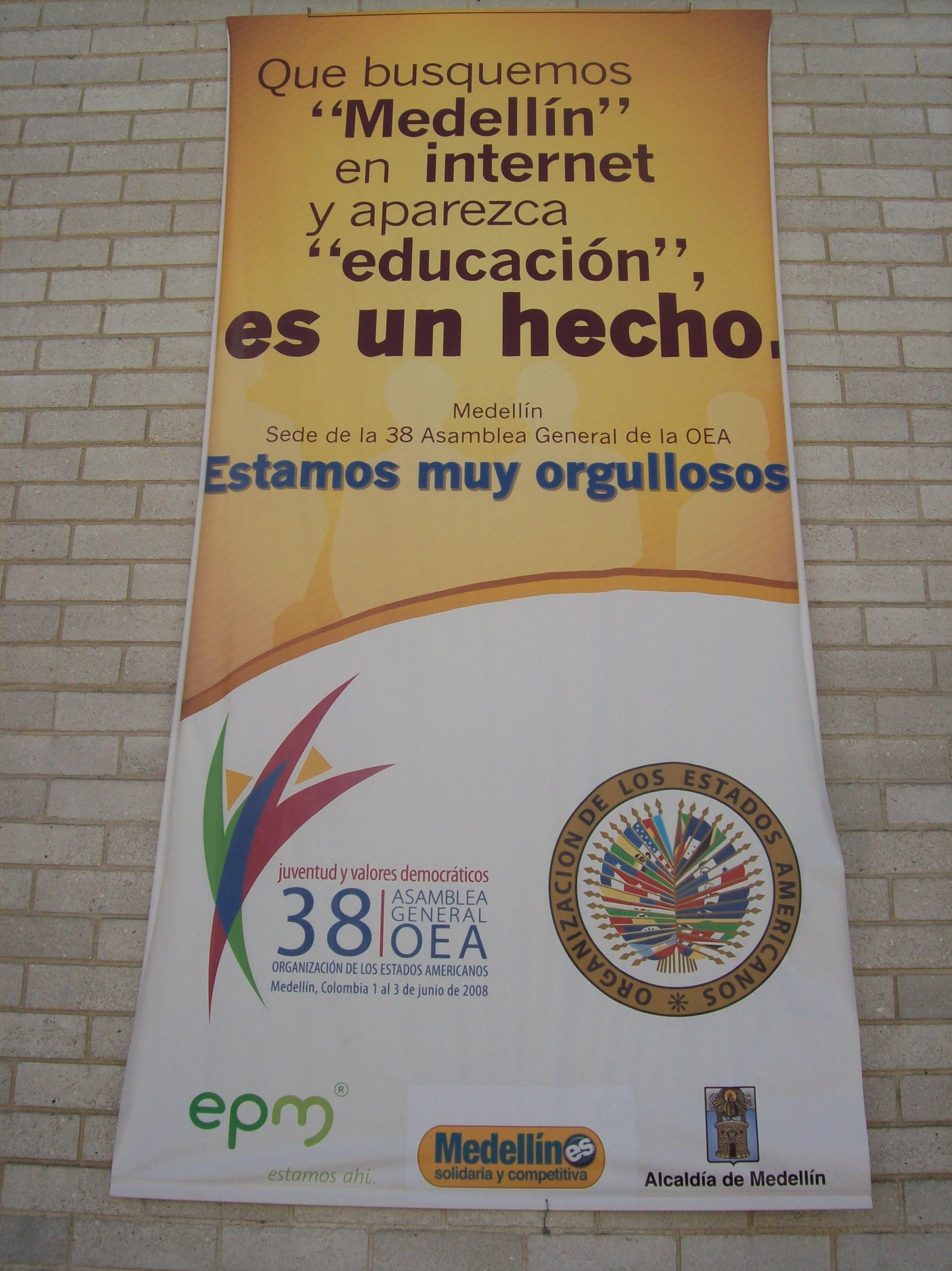
Cartel del XXXVIII Período Ordinario de la Asamblea General de la OEA. El cartel reza: Que busquemos "Medellín" en internet y aparezca "educación" es un hecho. Medellín Sede de la 38 Asamblea General de la OEA.

La Asamblea General de la Organización de los Estados Americanos (en inglés: General Assembly of the Organization of American States; en portugués: Assambléia Geral da Organização dos Estados Americanos; en francés: Assemblée Générale de l'Organisation des États Américains) es el órgano principal de la Organización de Estados Americanos (OEA).
La Asamblea General de la OEA se creó como parte de la reestructuración de la OEA, la cual tuvo lugar tras la adopción del Protocolo de Buenos Aires, que sería firmado el 27 de febrero de 1967, y entraría en vigor a partir del 12 de marzo de 1970 (aunque posteriormente sería modificado). Con anterioridad a estos cambios, el órgano superior de la OEA fue la Conferencia Interamericana, que a su vez fue la sucesora de la Conferencia Internacional de los Estados Americanos.
Según el Protocolo de Buenos Aires, la Asamblea General debe convocar una vez al año un período ordinario de sesiones. En circunstancias especiales, y con la aprobación de las dos terceras partes de los Estados miembros, el Consejo Permanente puede convocar un período extraordinario de sesiones.
La sede de la Asamblea General es rotativa, y la forma de participación de los Estados miembros es democrática, estando representados los miembros mediante los delegados escogidos, que generalmente son ministros de relaciones exteriores o cancilleres.
| Período ordinario | Ciudad              | País                 | Fecha                     |
| ----------------- | ------------------- | -------------------- | ------------------------- |
| 1.º (1971)        | San José            | Costa Rica           | 14 al 23 de abril         |
| 2.º (1972)        | Washington D. C.    | Estados Unidos       | 11 al 21 de abril         |
| 3.º (1973)        | Washington D. C.    | Estados Unidos       | 4 al 15 de abril          |
| 4.º (1974)        | Atlanta             | Estados Unidos       | 19 de abril al 1 de mayo  |
| 5.º (1975)        | Washington D. C.    | Estados Unidos       | 8 al 19 de mayo           |
| 6.º (1976)        | Santiago de Chile   | Chile                | 4 al 18 de junio          |
| 7.º (1977)        | Saint George's      | Granada              | 14 al 22 de junio         |
| 8.º (1978)        | Washington D. C.    | Estados Unidos       | 21 de junio al 1 de julio |
| 9.º (1979)        | La Paz              | Bolivia              | 22 al 31 de octubre       |
| 10.º (1980)       | Washington D. C.    | Estados Unidos       | 19 al 26 de noviembre     |
| 11.º (1981)       | Castries            | Santa Lucía          | 2 al 11 de diciembre      |
| 12.º (1982)       | Washington D. C.    | Estados Unidos       | 15 al 21 de diciembre     |
| 13.º (1983)       | Washington D. C.    | Estados Unidos       | 14 al 18 de noviembre     |
| 14.º (1984)       | Brasilia            | Brasil               | 12 al 17 de noviembre     |
| 15.º (1985)       | Cartagena de Indias | Colombia             | 5 al 9 de diciembre       |
| 16.º (1986)       | Ciudad de Guatemala | Guatemala            | 11 al 15 de noviembre     |
| 17.º (1987)       | Washington D. C.    | Estados Unidos       | 9 al 14 de noviembre      |
| 18.º (1988)       | San Salvador        | El Salvador          | 14 al 19 de noviembre     |
| 19.º (1989)       | Washington D. C.    | Estados Unidos       | 13 al 18 de noviembre     |
| 20.º (1990)       | Asunción            | Paraguay             | 4 al 8 de junio           |
| 21.º (1991)       | Santiago de Chile   | Chile                | 3 al 8 de junio           |
| 22.º (1992)       | Nassau              | Bahamas              | 18 al 23 de mayo          |
| 23.º (1993)       | Managua             | Nicaragua            | 7 al 11 de junio          |
| 24.º (1994)       | Belém               | Brasil               | 6 al 10 de junio          |
| 25.º (1995)       | Montrouis           | Haití                | 5 al 9 de junio           |
| 26.º (1996)       | Panamá              | Panamá               | 3 al 7 de junio           |
| 27.º (1997)       | Lima                | Perú                 | 1 al 5 de junio           |
| 28.º (1998)       | Caracas             | Venezuela            | 1 al 3 de junio           |
| 29.º (1999)       | Ciudad de Guatemala | Guatemala            | 6 al 8 de junio           |
| 30.º (2000)       | Windsor             | Canadá               | 4 al 6 de junio           |
| 31.º (2001)       | San José            | Costa Rica           | 3 al 5 de junio           |
| 32.º (2002)       | Bridgetown          | Barbados             | 2 al 4 de junio           |
| 33.º (2003)       | Santiago de Chile   | Chile                | 8 al 10 de junio          |
| 34.º (2004)       | Quito               | Ecuador              | 6 al 8 de junio           |
| 35.º (2005)       | Fort Lauderdale     | Estados Unidos       | 5 al 7 de junio           |
| 36.º (2006)       | Santo Domingo       | República Dominicana | 4 al 6 de junio           |
| 37.º (2007)       | Panamá              | Panamá               | 3 al 5 de junio           |
| 38.º (2008)       | Medellín            | Colombia             | 1 al 3 de junio           |
| 39.º (2009)       | San Pedro Sula      | Honduras             | 31 de mayo al 2 de junio  |
| 40.º (2010)       | Lima                | Perú                 | 6 al 8 de junio           |
| 41.º (2011)       | San Salvador        | El Salvador          | 5 al 7 de junio           |
| 42.º (2012)       | Cochabamba          | Bolivia              | 3 al 5 de junio           |
| 43.º (2013)       | Antigua Guatemala   | Guatemala            | 4 al 6 de junio           |
| 44.º (2014)       | Asunción            | Paraguay             | 3 al 5 de junio           |
| 45.º (2015)       | Washington D. C.    | Estados Unidos       | 14 al 16 de junio         |
| 46.º (2016)       | Santo Domingo       | República Dominicana | 13 al 15 de junio         |
| 47.º (2017)       | Cancún              | México               | 19 al 21 de junio         |
| 48.º (2018)       | Washington          | Estados Unidos       | 4 al 5 de junio           |
| 49.º (2019)       | Medellín            | Colombia             | 26 al 28 de junio         |
| 50.º (2020)       | Washington          | Estados Unidos       | 20 al 21 de octubre       |
| 51.º (2021)       | Guatemala (Virtual) | Guatemala            | 10 al 12 de noviembre     |
| 52.º (2022)       | Lima                | Perú                 | 5 al 7 de octubre         |